# Forêt climatique du Vatican
La forêt climatique du Vatican se situe dans le Parc national de Bükk en Hongrie. Elle a été donnée à l’État de la Cité du Vatican par la société Planktos-Klimafa dans un but de compensation carbonique.
La forêt est dimensionnée de manière à compenser les émissions de carbone générées par le Vatican en 2007. Le Vatican accepte le don à l'occasion d'une cérémonie le 5 juillet 2007 ; celui-ci est signalé comme étant « purement symbolique »  et une façon d'encourager les catholiques à faire davantage pour préserver la planète.
 Aucun arbre n'a été planté dans le cadre du projet et les compensations de carbone ne sont pas matérialisées.
Ce point est confirmé par le père Ciro Benedettini, directeur adjoint du Bureau de presse du Saint-Siège, qui déclare : « Nous avons demandé à plusieurs reprises le respect de cet engagement et nous étudions à présent l'éventualité d'un recours en justice pour protéger notre nom et notre réputation ». La société responsable répond se trouver dans des difficultés financières.